# Carlos Peinado
Carlos Peinado, né le 23 décembre 1954, à Montevideo, en Uruguay, est un ancien joueur uruguayen de basket-ball.

## Palmarès
- Finaliste du championnat des Amériques 1984